# ENRESA
ENRESA, acrónimo de Empresa Nacional de Residuos Radiactivos, S.A. S.M.E., es una empresa pública española responsable de la gestión de los residuos radiactivos que se generan en el país, así como del desmantelamiento de las instalaciones nucleares. Sus únicos accionistas son el Centro de Investigaciones Energéticas, Medioambientales y Tecnológicas (CIEMAT) y la Sociedad Estatal de Participaciones Industriales (SEPI).
La compañía fue creada a iniciativa de las Cortes Generales, que instó al Gobierno a aprobar el Real Decreto 1522/1984 de 4 de julio, que autorizaba la constitución de la sociedad. En 2005, la Ley 24/2005 la renombró como ENRESA.

## Actividades
Las labores principales de ENRESA son:
- La recogida, transporte, tratamiento, almacenamiento y control de los residuos radiactivos generados en España.
- El desmantelamiento de instalaciones nucleares y radiactivas en desuso.
- La restauración ambiental de minas de uranio (fábrica de uranio de Andújar).
- Investigación y desarrollo en temas relacionados con los residuos radiactivos.
- La información pública en lo referente al mismo tema.

## Residuos radiactivos
En España existen siete reactores nucleares activos y alrededor de mil trescientas instalaciones médicas de investigación e industriales autorizadas para el uso de radioisótopos, de las que unas seiscientas generan residuos radiactivos.
El porcentaje de generación de residuos radiactivos se distribuye de la siguiente forma:
- Centrales Nucleares: 90% de los Residuos de Baja y Media Actividad (RBMA) y el 100% de los Residuos de Alta Actividad (RAA).
- Pequeños Productores (laboratorios, centros hospitalarios, industrias, etc.): 10% de los RBMA. Dentro de este 10% de producción de residuos radiactivos, la distribución es la siguiente:
  - Uso Industrial: 60%
  - Uso médico: 30%
  - Investigación y docencia: 10%